# Cetiosaurus
Cetiosaurus (do latim "lagarto baleia") foi uma espécie de dinossauro herbívoro e quadrúpede que viveu durante o período Jurássico. Media em torno de 18 metros de comprimento e pesava algo entre 10 e 25 toneladas.
O Cetiosaurus foi o primeiro saurópode descoberto. Os rebanhos fossilizados deste animal foram encontrados na Inglaterra e em Marrocos. Foi nomeado pelo biólogo inglês, Richard Owen, em 1841, um ano antes de a palavra "dinossauro" ser empregada a esse tipo de animal pré-histórico. Mais ossos de Cetiosaurus foram encontrados em 1840 e outro esqueleto quase completo em 1868. Owen pensou a princípio que o Cetiosaurus fosse semelhante aos crocodilos.

## Outras espécies
- Cetiosaurus oxoniensis
- Cetiosaurus mogrebiensis